# Famille Corporandi d'Auvare
La famille Corporandi d'Auvare  ou Corporandy d'Auvard, est une famille noble. Elle appartient à la noblesse du comté de Nice.

## Origines
Louis Corporandi, notable de la Croix, acquiert en 1705 des Grimaldi le fief d'Auvare et en est investi dans la Chambre des Comptes de Provence, le 20 mai 1706. Son fils André, préfet de Barcelonnette (1738) épouse une demoiselle d'Amicis de Verraillon et en a de nombreux enfants, parmi lesquels nous rappellerons :
- Joseph-Claude, qui reçoit en don de son père le fief d'Auvare (1740) et, avec l'assentiment du roi de Sardaigne, acquiert le 3 juin 1773, du marquis Villeneuve de Beauregard, la moitié du fief de la Croix[1].
- Pierre-François succède à son frère aîné dans la possession des fiefs de famille et obtient le titre de baron sur le fief d'Auvare par patentes royales du 7 juin 1774[1].
- Gaspard, le personnage le plus illustre de la famille au XVIIIe siècle[2].

## Filiation
- André Corporandi d'Auvare (1686-1776) épouse en 1714 Louise Hermione Amici de Veraillon (1697-1767)[3].
  - Joseph Gaspard Corporandi d'Auvare, général (1722-1804)[3]
  - Joseph Claude Corporandi d'Auvare (1717-1783), avocat, épouse en 1748 Félicité Chabaud (1720-1785). Reçoit en don de son père le fief d'Auvare (1740) et, avec l'assentiment du Roi de Sardaigne, acquiert le 3 juin 1773, du marquis Villeneuve de Beauregard, la moitié du fief de la Croix. Sans postérité[3].
  - Pierre François Corporandi, 1er baron d'Auvare. Succède à son frère aîné Joseph Claude dans la possession des fiefs de famille et obtient le titre de baron sur le fief d'Auvare par lettres patentes royales du 7 juin 1774[3].
    - Baron Paul Corporandi d'Auvare, lieutenant-colonel dans l'Armée royale sarde 
    - Baron Auguste Corporandi d'Auvare, capitaine dans l'armée napoléonienne
    - Baron Joseph-Félix Corporandi d'Auvare (1763-1846)[3]. Il est nommé à vingt ans sous lieutenant au régiment de Nice. Capitaine, durant la guerre des Alpes, il se signale aux combats de Raous, de la Tour, d'Utelle et de Saint-Véran. Après avoir momentanément quitté le service, lors de l'occupation française, il est durant la Restauration promu major puis lieutenant-colonel (1817) et enfin colonel (1821). C'est avec ce grade qu'il commande la place de San Remo, puis celle de Savone. Décoré des croix de l'ordre des Saints-Maurice-et-Lazare et de l'ordre militaire de Savoie. Au moment de sa mise à la retraite, il est promu au grade de major général.
      - Baron Marcelin Corporandi d'Auvare (1795-1880), lieutenant-colonel des carabiniers royaux sardes, colonel d'infanterie, à la tête du 4e régiment de cette armée et est mis à la retraite (1848) avec le grade de major général. Chevalier de l'ordre des Saints-Maurice-et-Lazare[4].
        - Baron Louis Corporandi d'Auvare, officier de cavalerie dans l'Armée royale italienne, prend part aux campagnes de 1866 et 1870 et se retire avec le grade de capitaine. Il meurt sans enfants[4].
        - Euphrasie Corporandi d'Auvare (1841-1924) épouse en 1862 Aimé Héraud de Châteauneuf (1818-1902)[4]
        - Baron Alexandre Corporandi d'Auvare (né en 1845). Aide de camp du roi Humbert 1er d'Italie[4]. Commandant en second de l’École d'application de l'artillerie et du génie. Major-général de la réserve de l'Armée royale italienne (1912). Décoré des médailles commémoratives pour les campagnes de 1866 et 1870 et de la croix d'or pour ancienneté de services, officier de l'ordre des Saints-Maurice-et-Lazare, commandeur de l'ordre de la Couronne d'Italie, de la couronne de Prusse, de la couronne des Wendes de Mecklembourg et de Sainte-Anne de Russie, président de la Société italienne de bienfaisance à Nice. Epouse Polyxène Cacherano d'Osasco, des comtes de Rocca d'Arazzo et de Cantarana.
          - Baron Marcelin Corporandi d'Auvare, lieutenant de cavalerie dans l'Armée royale italienne[4]
          - Angélique Corporandi d'Auvare[4]
          - Clotilde Corporandi d'Auvare (1883-1966)[4]

      - Baron Philippe-Auguste Corporandi d'Auvare (1806-1889)[4], élève de l’École royale de Marine, sous-lieutenant de vaisseau. Prend part à la campagne de Tripoli (1825). Capitaine de vaisseaux puis contre-amiral, il est nommé commandant du 1er département maritime. En 1850, il est chargé provisoirement du commandement général de la marine royale, dont le titulaire était alors le prince de Carignan, Eugène de Savoie. Cavour, premier ministre de la Marine du royaume de Sardaigne, le nomme définitivement commandant général de la marine (14 janvier 1851). Lorsque Cavour abandonne le portefeuille de la Marine, l'amiral d'Auvare se retire du service. Pendant la guerre de 1859, l'amiral d'Auvare est rappelé par Cavour et est nommé commandant général de la marine. Commandeur puis grand'croix de l'ordre des Saints Maurice et Lazare.
      - Baron Alexandre Corporandi d'Auvare, alias Alessandro d'Auvare (1809-1888)[4]. Député de la Province de Nice au parlement de Turin. Major en 1847, il prend part à la campagne de 1848 et à celle de 1849. Il participe à la campagne de 1859 avec le grade de colonel, et est nommé lieutenant-général en 1862. Membre du Comité d'artillerie. Mis à la retraite en 1870. Grand officier de l'ordre des Saints Maurice et Lazare et grand'croix de l'ordre de la Couronne d'Italie. Il fut intime ami du comte de Cavour3.

## Galerie

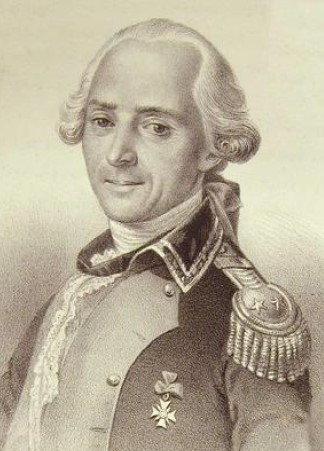
Le général baron Gaspard Corporandi d'Auvare (1722-1804)
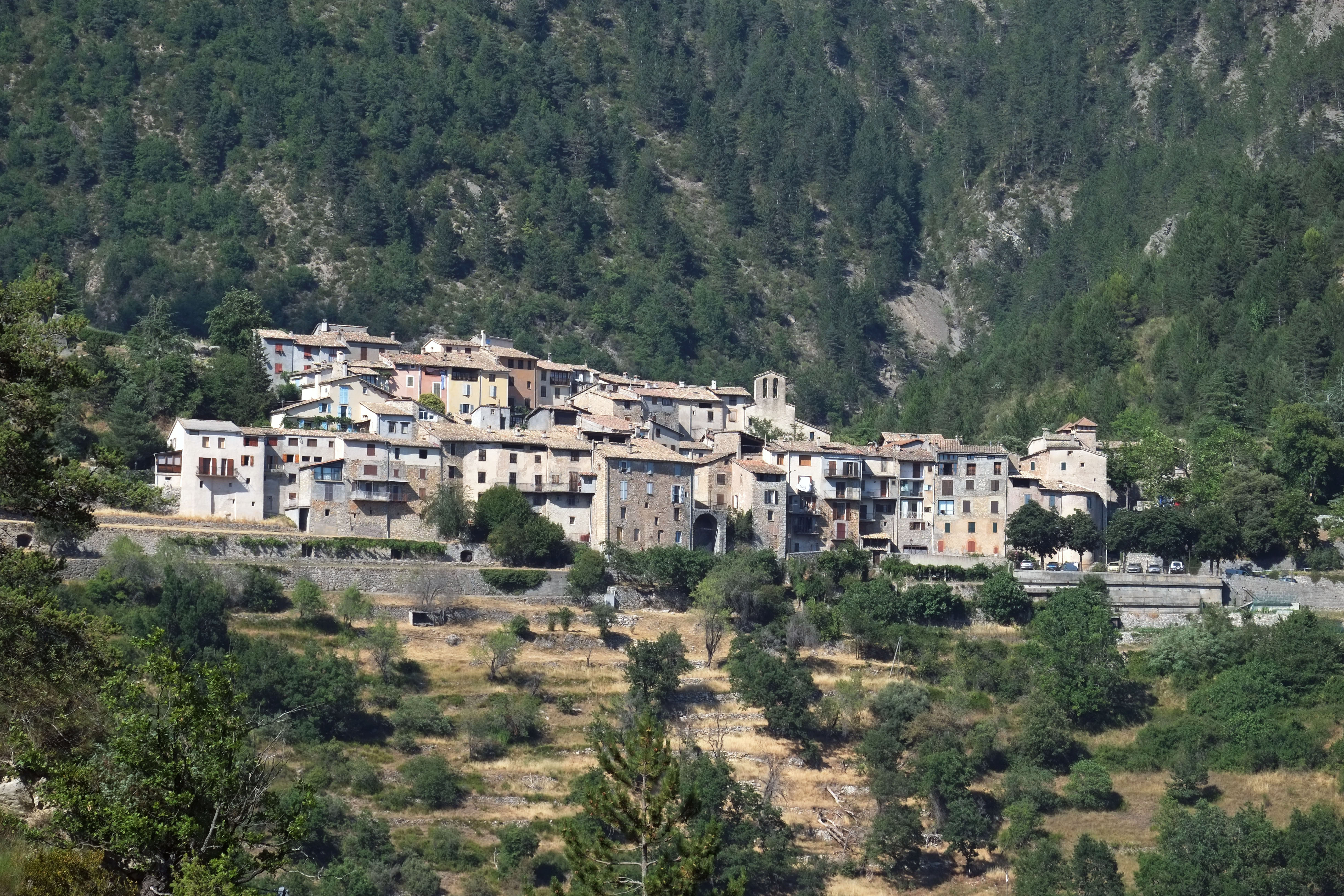
Village de La Croix
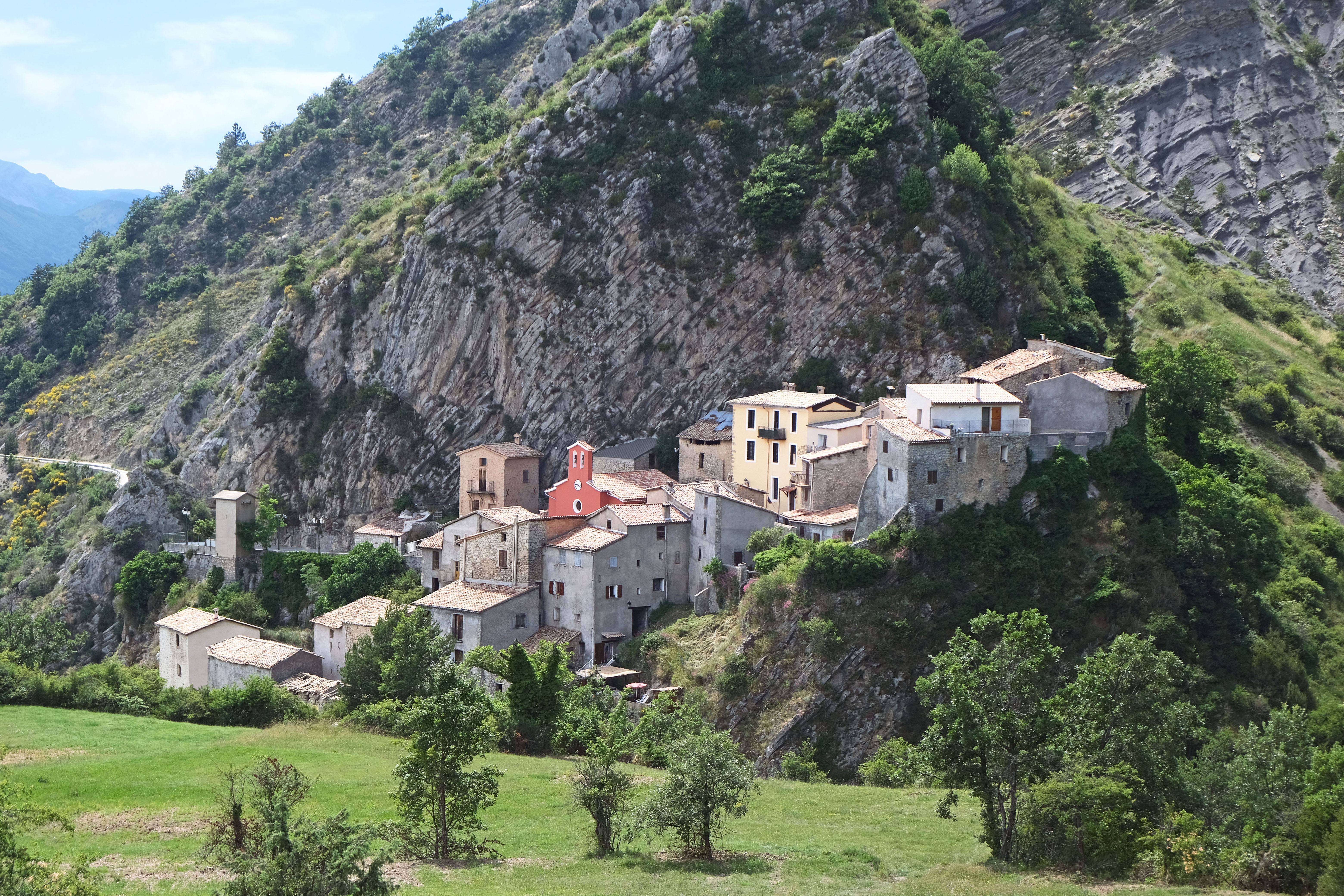
Village d'Auvare

## Armes
Les barons Corporandi d'Auvare portent : « Coupé : au I, d'azur à trois étoiles d'argent rangées en fasce ; au II, de gueules à deux cors de chasse d'argent, liés et adossés, les embouchures passées en sautoir ».

## Titres
- Baron d'Auvare par lettres patentes royales du 7 juin 1774 de Victor-Amédée III[1].
- Seigneur de la Croix[1].

## Hommages
La caserne et le parc d'Auvare à Nice baptisés en l'honneur du général Joseph Gaspard Corporandi d'Auvare. 